# Nicolás Pantaleone
Nicolás Pantaleone (Buenos Aires, 18 febbraio 1993) è un calciatore argentino, difensore del Tristán Suárez.

## Caratteristiche tecniche
È un terzino sinistro.

## Carriera
Cresciuto nelle giovanili del River Plate, nel 2016 è stato acquistato dal Tigre. Ha esordito il 23 novembre 2014 in occasione del match vinto 2-1 contro il Belgrano.

## Statistiche

### Presenze e reti nei club
Statistiche aggiornate al 17 aprile 2018.
| Stagione        | Squadra         | Campionato      | Campionato | Campionato | Coppe nazionali | Coppe nazionali | Coppe nazionali | Coppe continentali | Coppe continentali | Coppe continentali | Altre coppe | Altre coppe | Altre coppe | Totale | Totale | Totale |
| Stagione        | Squadra         | Comp            | Pres       | Reti       | Comp            | Pres            | Reti            | Comp               | Pres               | Reti               | Comp        | Pres        | Reti        | Pres   | Reti   |        |
| --------------- | --------------- | --------------- | ---------- | ---------- | --------------- | --------------- | --------------- | ------------------ | ------------------ | ------------------ | ----------- | ----------- | ----------- | ------ | ------ | ------ |
| 2014            | Tigre           | PD              | 1          | 0          |                 | -               | -               |                    | -                  | -                  |             | -           | -           | 1      | 0      |        |
| 2015            | Tigre           | PD              | 2          | 0          | CA              | 0               | 0               | CS                 | 0                  | 0                  |             | -           | -           | 2      | 0      |        |
| 2016            | Tigre           | PD              | 0          | 0          | CA              | 0               | 0               |                    | -                  | -                  |             | -           | -           | 0      | 0      |        |
| Totale Tigre    | Totale Tigre    | Totale Tigre    | 3          | 0          |                 | 0               | 0               |                    | -                  | -                  |             | -           | -           | 3      | 0      |        |
| 2016-2017       | Olimpo          | PD              | 15         | 1          | CA              | 2               | 0               |                    | -                  | -                  |             | -           | -           | 17     | 1      |        |
| 2017-2018       | Olimpo          | PD              | 17         | 0          | CA              | 0               | 0               |                    | -                  | -                  |             | -           | -           | 17     | 0      |        |
| Totale carriera | Totale carriera | Totale carriera | 35         | 1          |                 | 2               | 0               |                    | 0                  | 0                  |             | -           | -           | 37     | 1      |        |